# 证大大拇指广场
证大大拇指广场是一个位于上海的商场。

## 历史
2005年7月开业，地址为上海浦东新区联洋新社区芳甸路199弄的一個大型综合休闲商场，因证大集团于2003年斥巨资收藏了法国超现实主义艺术大师恺撒的传世名作—“大拇指”雕塑而得名。广场规划占地近5.3万平米，建筑面积逾11万平米，购物、餐饮、休闲、娱乐一應俱全。与联洋广场僅一路之隔，毗邻世纪公园，距离陆家嘴大约15分钟的车程。
目前已有肯德基、麦当劳、必胜客、唐朝、哈根达斯、家乐福、索尼、苹果等数十家企业单位进驻。

## 鄰近
- 世纪公园
- 联洋广场

## 交通
- 江园线
- 隧道四线
- 794路
- 东周线
- 601路
- 617路
- 640路
- 815路
- 936路
- 984路
- 杨高专线
- 申陆专线
- 大桥五线
- 泰高线